# عناصر أسلوب البرمجة
عناصر أسلوب البرمجة (بالإنجليزية: The Elements of Programming Style)‏ هو كتاب من تأليف بريان كيرنيغان وبي جيه بلوجير، الكتاب هو عبارة دراسة لأسلوب البرمجة، حيث يدعو لفكرة أنه يجب كتابة برامج الكمبيوتر ليس فقط من أجل إرضاء المصنف أو «أسلوب» البرمجة الشخصي، ولكن أيضا حتى تكون «قابلة للقراءة» من جانب البشر، خاصة مهندسي صيانة البرمجيات ومبرمج والكتاب التقنيين.
ويقدم الكتاب إجلال وثناء واضحا، من عنوانه وطريقة كتابته، لكتاب عناصر الأسلوب لسترانك ووايت وهو يعتبر طبعة خاصة تروج لمناقشات برمجة مهيكلة لصاحبها ادسخر دكسترا.
ويعتمد الكتاب على نماذج وأمثلة قصيرة، وبرامج منشورة في الكتب الأكاديمية حول البرمجة. لذلك لم يتم تقديم نصيحة الكتاب بأسلوب أكاديمي أو تعليمي ولكن في سياق أمثلة واقعية قابلة للتصديق، وفي بعض الأحيان يوضحها بشكل غير مريح. وأسلوب الكتاب دبلوماسي وتعاطفي بوجه عام في طريقة نقده، كما أنه صادق بصورة واضحة- ومن بعض الأمثلة التي وجد الكتاب وجود بعض الأخطاء فيها كانت من أعمال المؤلف نفسه (أحد الأمثلة في الطبعة الثانية كان من الطبعة الأولى)
وقد تم تلخيص دروس الكتاب في نهاية كل جزء في شكل حقائق وقواعد بليغة مثل «دع الآلة تقوم بالأعمال القذرة»
وربما يجد القراء المعاصرون أن هذا الكتاب يفتقر إلى بعض الأمور نظرا لأن أمثلته تستعين بلغات برمجة إجرائية أقدم (فورتران وبي إل آي) وهي لغات تختلف عن تلك اللغات الشائعة اليوم. (القليل من اللغات الشائعة اليوم تم ابتكارها حين كان هذا الكتاب يكتب). ومع ذلك فإن العديد من نقاط الكتاب التي تهتم بوجه عام بالموضوعات الأسلوبية والهيكلية تتجاوز حساسية لغات بعينها.

## وصلات خارجية
- اقتباسات مختارة لـ جيه بلوجير من كتاب عناصر أسلوب البرمجة